# Đệ Tứ Quốc tế tại Việt Nam

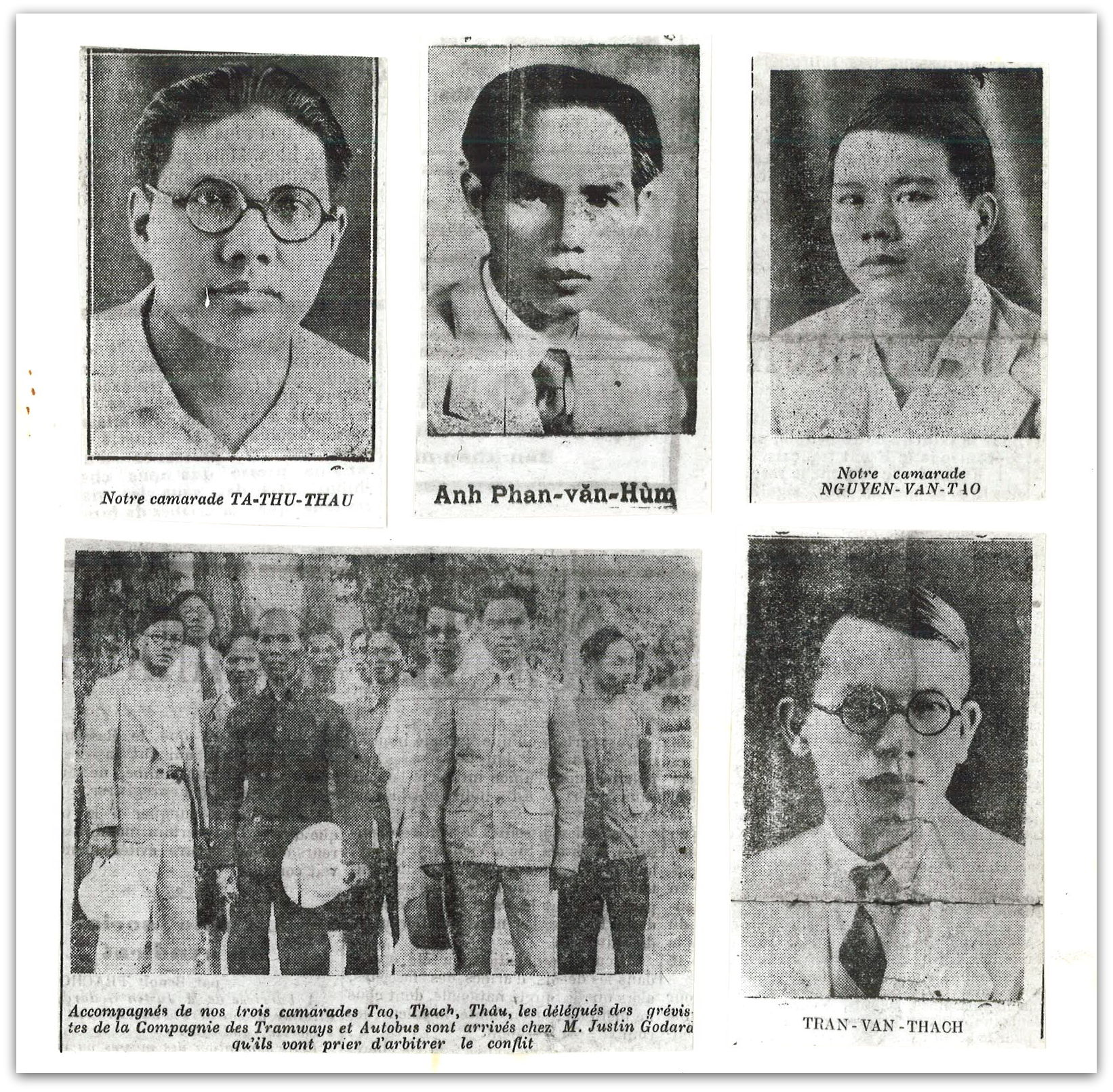
Các nhân vật nổi bật của Đệ Tứ cộng sản Việt Nam.

Hiệu kỳ Trăng Câu Đệ Tứ Đảng.

Trăng Câu Đệ Tứ Đảng (tiếng Pháp: La Partie Trotskyste du Vietnam, PTV) là một phong trào cộng sản theo đường lối Trotskyist (khuynh hướng "cách mạng thường trực" do Trotsky thành lập, để chống lại đường lối "cách mạng vô sản trong một quốc gia" của Stalin). Lãnh tụ Cộng sản Đệ Tứ Việt Nam là Tạ Thu Thâu. Trong lịch sử của chủ nghĩa cộng sản thế kỷ XX, Việt Nam thuộc số ít các nước là nơi mà chủ nghĩa Trotsky tạo được phong trào lớn mạnh.

## Lịch sử

### Thành lập
Năm 1929, Tạ Thu Thâu tham gia khuynh hướng chính trị Trotskyist tại Pháp. Năm 1930, Tạ Thu Thâu và các đồng chí bị trục xuất về nước vì tham gia vào cuộc biểu tình trước Điện Elysée (Dinh Tổng thống Pháp) để phản đối Thực dân Pháp xử tử các chiến sĩ Việt Nam Quốc dân Đảng tham gia khởi nghĩa Yên Bái. Báo Phụ nữ tân văn 3 Tháng Bảy 1930 có bình luận sự kiện này: "Ngày 22 Mai, hồi ba giờ chiều, độ một trăm người thanh niên An Nam Cộng sản Đảng biểu tình ở trước Điện Élysée, lúc ấy chính là lúc quan Giám quấc đương nghị sự về cái án xử tử 39 nhà cách mạng Bắc kỳ...Truyền đơn của hai đảng cộng sản An Nam; một là đảng Trotsky, là đảng cực tã; hai là đảng sô viết, đều là tỏ cái tình hình Đông dương...Mấy tháng nay các đảng viên cộng sản Annam thường có truyền đơn nói về việc Đông Dương; nhóm nhiều cuộc biểu tình để phản kháng các án xử tử đã nói trên; và sau hết có tổ chức ra một cái Ủy hội phấn đấu. Ủy hội trước ngày biểu tình ở điện Elysée có mời đảng viên của phái Trotsky. Phái nầy có đến, và có hứa sẻ hiệp nhau lại đi phát biểu. Annam về đảng Trotsky vận động hăng hái lắm. Bọn nầy học thức rộng, am hiểu tiếng Pháp và tiếng Nam, rất sành về việc tổ chức. Thế lực của họ khá lớn, cho nên hai tờ báo cộng sản cực tả ở đây là báo Vérité và Lutte des classes, dễ cho họ có một địa vị lớn trong sự ngôn luận. Mấy hôm nay, hai tờ báo ấy đăng nhiều bài của mấy đảng viên Annam, nói về tình hình Đông Dương, kết luận rằng cuộc cách mạng bên ấy thiếu một bộ ý tưởng (système idéologique). Trước ngày biểu tình, họ có dán quảng cáo, dán rồi là thấy bị lột mất, và người đi dán bị dẫn về bót giam vài giờ. Họ cũng có phát truyền đơn để gọi lao động thế giới. Và lại có một tờ tuyên ngôn đối với Chính phủ, và đối với bần dân thế giới, khi phát giấy cũng có xảy ra vài việc như là việc đánh nhau với một người ở hiệu cơm Pékin, rất kịch liệt. Ngoài hai đảng, còn có Đông Dương học sanh tổng hội rất là hoạt động. Hội viên vài trăm người, chắc không phải đều là cộng sản hết: có người về đảng quấc dân; có người khuynh hướng về xã hội; song bao nhiêu truyền đơn đã phát ra mấy tháng nay đều có một cái đặc sắc là khuynh hướng về bần dân."
Năm 1931, Tạ Thu Thâu thành lập nhóm Trotskyist tại miền Nam, ảnh hưởng của nhóm Trotskyist nhanh chóng lan rộng. Các nhóm Trotskyist có Tả đối lập, Tả cách mạng Tháng Mười, Đông Dương cộng sản, chống lại đường lối Quốc tế Đệ Tam. Cũng trong năm này phái Stalinist (Đệ Tam) của Nguyễn Văn Tạo và Dương Bạch Mai bắt tay với nhóm Trotskyist lấy tờ báo La Lutte (Tranh đấu) làm cơ quan đấu tranh (với tòa soạn đặt ở đường Lý tự Trọng hiện nay). Trong thời kỳ hợp tác từ năm 1934-1937 nhóm La Lutte tham gia ứng cử vào Hội đồng Thành phố và Hội đồng Quản hạt Nam Kỳ. Cả Đệ Tam và Đệ Tứ đều có người đắc cử (Nguyễn Văn Tạo, Trần Văn Thạch). Trước cuộc bầu cử Hội đồng thành phố tháng 4 và 5 năm 1933, Nguyễn An Ninh tập hợp Nguyễn Văn Tạo (cộng sản Stalinist), Tạ Thu Thâu, Phan Văn Chánh, Huỳnh Văn Phương (cộng sản đối lập Trotskyist), Trần Văn Thạch và Lê Văn Thử (cảm tình Trotskyist), Trịnh Hưng Ngẫu (một người vô chính phủ) lập "Sổ lao động" và ra tờ báo La Lutte.

### Hoạt động
Năm 1932, ba nhóm hợp nhất trong tổ chức Tạ Thu Thâu, nhưng đến năm 1933 tách thành nhóm Tranh đấu và nhóm Tháng Mười. Nhóm Tranh đấu hợp tác với Đảng Cộng sản Đông Dương. Ở Hà Nội, một nhóm gọi là nhóm "Tháng Mười" (phân biệt với nhóm Tranh đấu), còn gọi là Liên đoàn Cộng sản quốc tế hay Nhóm Leninist Bolșevic do Hồ Hữu Tường lãnh đạo, có các cơ sở Hà Nội, Hải Phòng, Vinh, ra báo Tháng Mười, từ 1931 đến 1936.
Năm 1937, Stalin tuyên bố phải loại trừ những phần tử Trotskyist. Năm 1938, những đảng viên Đảng Cộng sản Việt Nam (Đệ Tam) rút khỏi nhóm La Lutte. Những người Cộng sản Đệ Tứ tiếp tục xuất bản tờ La Lutte và thêm mục tiếng Việt. Sau khi việc hợp tác giữa Đệ Tứ và Đệ Tam sụp đổ hai bên công kích lẫn nhau. Đệ Tứ chỉ trích những quan điểm của Đệ Tam như: "thực hiện chủ nghĩa xã hội trong một nước", "chế độ độc đảng", " chính sách manh động trong cuộc nổi dậy Xô viết Nghệ Tĩnh", "sùng bái Stalin". Đệ Tam nói rằng Trotskyist không còn là một khuynh hướng chính trị mà trở thành "một đàn chó săn cho phát xít Nhật và phát xít quốc tế". Tháng 8 năm 1938, trên tờ Tin tức của Mặt trận Dân chủ Đông Dương (dập khuôn theo Mặt trận bình dân bên Pháp, Mặt trận gồm ba đảng SFIO -Xã hội Quốc tế Lao động; Đảng Tin tức (cộng sản, Đệ Tam Quốc tế); và đảng Ngày nay (cấp tiến xã hội)) kêu gọi:"củng cố hành động chiến đấu để đánh đổ quân phát sít và tay sai của nó là quân tờ rốt kít phá hoại" và báo trào phúng Vịt đực bình luận "Mặt trận dân chủ chống Mặt trận cối xay" vì họ thời điểm đó không tìm thấy kẻ thù.
Theo ông Nguyễn Văn Trấn, Tạ Thu Thâu thảo một bản kiến nghị đại khái định gửi cho Mặt trận bình dân một bức tối hậu thư hạn "trong vòng ba tháng" phải ban hành cho dân chúng Đông Dương những quyền tự do dân chủ, bằng không. La Lutte sẽ kêu gọi quần chúng công kích tới cùng. Còn nhóm Đệ Tam thì cho: Mặt trận bình dân Pháp vừa mới thắng lợi trong vụ tuyển cử và do đó mới có chính phủ của một vài đảng trong mặt trận ấy lên cầm quyền nội các. Còn bộ máy cai trị nhà nước vẫn nắm trong tay giai cấp tư bản và thế lực phản động vẫn còn rất mạnh. Vậy các chính phủ Blum cũng như Sôtăng không thế nhồi lại một cục với Mặt trận bình dân được. Và dầu có một Chính phủ Mặt trận bình dân thành lập đúng theo hình ảnh của Mặt trận bình dân như những điều kiện đã định trong nghị quyết Quốc tế Cộng sản đi nữa, thì chính phủ ấy cũng chưa phải là chính phủ vô sản chuyên chính hay là chính phủ công nông chuyên chính, mà nó chỉ là một chính phủ chống phát xít, chống chiến tranh ủng hộ tự do hòa bình, đòi cải thiện sinh hoạt cho dân chúng, và cho nhóm Đệ Tứ là "phá hoại", và tẩy chay.
Báo trào phúng Vịt đực, có nhắc một chi tiết "ông Tiến, Tiếp, Diên (Khuất Duy Tiến, Nguyễn Đình Tiếp, Võ Đức Diên, ba đại diện Mặt trận Dân chủ của phái đệ Tam Cộng sản, xã hội cấp tiến, xã hội) đã trúng cử nghị viên thương mại rồi, anh em công nông công kiêng ba ông này đi chơi tễu ở các phố, đến vườn hoa Cửa Nam (Hà Nội) gặp "tên" tơ -rốt - kít Huỳnh Văn Phương thì anh chị em đều xông cả lại chất vấn và xỉ vả", cho nhóm đệ Tứ "rủ những "người" trước kia vào phe quốc gia xã hội hay bảo hoàng". Báo Vịt đực dẫn lại Nhật báo, cơ quan Ốtkít ở Nam Kỳ có đưa tin về cuộc biểu tình ở Hà Nội: "phái Talin làm cuộc biểu tình ở Hà Nội. Ngay lúc ấy phái Ốtkít bèn kéo nhau làm cuộc biểu tình chống lại. Trong cuộc sung đột ấy có 49 người bị bắt, trong số này có 9 đảng viên Ốtkít. Sau khi bị bắt về bóp tất cả đều được thả ra". Vào thời điểm đó tranh cử ở Bắc Kỳ, một bên là nhóm cộng sản đệ Tam quốc tế, nhóm xã hội (đảng viên Đảng Xã hội Pháp ở Đông Dương), nhóm xã hội cấp tiến của tư sản, tiểu tư sản (đứng về bình dân, về sau nhiều người là thành viên Việt Nam Quốc dân Đảng) chọi bên bảo hoàng ("quốc gia") của giới phong kiến, ngoài ra là nhóm quốc xã, Trốtxkít. Ở Nam Kỳ nhóm đệ Tam và đệ Tứ một thời liên kết chọi nhóm lập hiến của tư sản, về sau nhóm đệ Tam lại liên kết với nhóm lập hiến chọi nhóm đệ Tứ.
Những lãnh đạo Đệ Tam cũng cho những người Trotskyist đã chỉ điểm cho Pháp bắt người của họ. Nguyễn Văn Tạo tách ra lập tổ chức riêng năm 1939, sau khi Đệ Tứ giành được thắng lợi trong bầu cử ở Nam Kỳ, còn Đệ Tam thì không. Nhóm Đệ Tứ giành được 3 ghế trong cuộc bầu cử ngày 30 tháng 4, và ngày 18 tháng 5 đã gửi thư cho Trotsky, thông báo chiến thắng lớn trước liên minh tất cả các nhóm tư sản và Stalinist (Mặt trận Dân chủ Đông Dương). Sau bầu cử, Xứ ủy Nam Kỳ của Đảng cộng sản đã phê phán Nguyễn Văn Tạo liên kết với Đảng Lập hiến, vì thế thất bại.
Tờ Ngày nay, ông Trần Văn Lai tường thuật cuộc bầu cử: "Từ ngày có nghị viên quản hạt đến nay, chưa bao giờ có bóng một người của giai cấp cần lao ra tranh cử. Cái nghị viện tối cáo ấy dành riêng cho bọn nhà giàu và nhất là cho bọn người trong đảng lập hiến, một chánh đảng có thế lực nhất ở Nam kỳ và bây giờ đã tới ngày đổ nát...Quần chúng bị đảng Lập hiến phỉnh lừa mấy lần đã chán nản... nhờ thế mà Thâu Thạch Tạo, Mai được đưa vào Hội đồng thành phố. Nhóm Tranh đấu rồi cũng chia rẽ làm hai: thêm nhóm Dân chúng. Lúc bấy giờ bọn Chiểu, Lam, Khá, Thuận,.v.v...nghĩa là bọn đại biểu nhà giàu ở viện quản hạt cùng hợp tác với nhóm Tranh đấu. Nhưng chưa thành thì bọn ấy thình lình rút tên ra để cho hai nhóm cực tả là Dân chúng và Tranh đấu bị nhốt khám. Thế là từ đó, nhóm Tranh đấu (Đệ Tứ quốc tế) nghịch hẳn với nhóm Dân chúng (Đệ Tam quốc tế). Thấy rõ các chiến sĩ hai nhóm cực tả ấy đã từng hy sinh vào tù ra khám, nên dân chúng Nam kỳ hiện nay hết sức tín nhiệm, nhất là nhóm Dân chúng của phái Đệ Tam được dân cầy lục tỉnh hoan nghênh, vì nhóm ấy có phái người đi cổ động. Còn thanh niên trí thức ở Nam kỳ, nhất là Saigon, Chợ lớn, Gia định thì chỉ tín nhiệm nhóm Đệ Tứ thôi...Đáng chú ý nhất là các nhà ứng cử ở quận nhì. Trong số ấy có tất cả 11 nhà ứng cử ra tranh...găng nhau hơn hết là hai sổ trạng sư Vương Quang Nhường và Nguyễn Đăng Liêng cực hữu, và sổ Tranh đấu Tạ Thu Thâu, Trần Văn Thạch, Phan Văn Hùm cực tả...Nhà nước lại làm khó dễ cho sổ cực tả...Hai ông (Thạch, Thâu) cùng các tổ chức thợ thuyền khác đánh điện tín ra ông toàn quyền ở Hà Nội và qua ông Tổng trưởng Bộ thuộc địa phản đối sự vô lý...Cuộc tuyển cử kỳ nhất, cử tri không đi bầu đến hơn phân nửa...cho nên mặc dầu kỳ nhì ông Ng.phan long (mà từ lâu người ta hết tín nhiệm) ra tranh và đồng thời nhóm Dân chúng cũng đưa Dương Bạch Mai và Nguyễn Văn Tạo,...cốt để chia bớt số thăm của sổ Tranh đấu, đặng cho sổ Vương Quang Nhường nghĩa là cho bọn của các nhà tư bản sai ra đắc cử. Nhưng...cử tri ở quận nhì đều bỏ cho sổ Tranh đấu hết...Bầu cho sổ Tranh đấu, cử tri quận nhì chỉ cốt muốn đưa vào nghị viện những người cách mệnh...,muốn đuổi ra ngoài những ông nghị câm mà ông thống đốc Pagès đã bảo..."các ông chỉ thay mặt cho bọn nhà giàu thôi"...,muốn cho cái chính sách cai trị hẹp hòi ở đây mở rộng thêm,...dân xứ này đặng sung sướng...và thực lòng hợp tác với chính phủ, để bảo vệ đất nước. Thế thôi, chứ người cử tri không hề nghĩ đến và phân biệt chủ nghĩa Cộng sản đệ Tứ quốc tế hay Đệ Tam quốc tế gì cả.
Năm 1939 hai nhóm Tranh đấu và Tháng Mười hợp nhất danh nghĩa trong Đảng Đệ Tứ quốc tế. Năm 1939, tờ La Lutte bị cấm hoạt động. Tạ Thu Thâu bị xử năm năm tù, muời năm quản thúc. Tháng 10 năm 1940, Tạ Thu Thâu bị đày ra Côn Đảo cùng với Nguyễn An Ninh, Phan Văn Hùm, Trần Văn Thạch, Hồ Hữu Tường…
Năm 1944, sau khi được trả tự do những người Cộng sản Đệ Tứ tiếp tục hoạt động. Một hội nghị tổ chức Tháng Tám năm 1944, và Tranh đấu và Liên đoàn cộng sản quốc tế (ICL) tái tổ chức tại miền Bắc bỏ qua bất đồng (nhiều đảng viên ICL đồng ý hợp nhất với Đảng cộng sản Đông Dương), thành lập Trăng câu đệ Tứ đảng. Tại miền Bắc, năm 1941, Lương Đức Thiệp và Trương Tửu lập Nhóm Hàn Thuyên năm 1941, và 1945 lập Đảng Xã hội Thợ thuyền Việt Bắc, ra tờ Chiến đấu.
Tháng Tám 1945 nhóm Tranh đấu ủng hộ Mặt trận Quốc gia Thống nhất (một liên minh nhiều tổ chức thân Nhật, nhưng có ý giành độc lập khi Nhật đầu hàng Đồng minh, sau sáp nhập Việt Minh). Trong khi ICL chủ trương theo Việt Minh, (như Trương Tửu, Lê Văn Siêu...). Dẫu sao các nhóm đệ Tứ không thu hút nhiều người ủng hộ (trừ một thời gian ở Sài Gòn -Chợ Lớn), chỉ là các nhóm nhỏ, và sau Cách mạng một số tham gia các cấp chính quyền liên hiệp ở vài địa phương một thời gian ngắn...

### Tan rã
Ngay sau khi cấm Đại Việt Quốc dân Đảng hoạt động, Việt Nam Dân chủ Cộng hòa tố cáo những người Trotskyist (nhóm La Lutte và nhóm Liên minh Cộng sản Quốc tế) là kẻ thù của mình. Đảng cộng sản Đông Dương và những người Trotskyist từ lâu đã chỉ trích nhau là tay sai đế quốc. Tuy nhiên xung đột của hai nhóm này trước năm 1945 chỉ thể hiện bằng báo chí, diễn thuyết, truyền đơn. Sau năm 1945, hai nhóm bất đồng quan điểm về việc thực hiện cách mạng xã hội và cách đối phó với việc Đồng Minh đổ bộ vào Nam Kỳ. Những người Trotskyist muốn thực hiện ngay lập tức một cuộc cách mạng xã hội và vũ trang quần chúng chống lại lực lượng Đồng Minh còn Đảng cộng sản Đông Dương muốn thực hiện giải phóng dân tộc trước rồi làm cách mạng xã hội đồng thời thỏa hiệp với Đồng Minh để giành độc lập từng bước.

## Đảng viên chủ chốt
- Tạ Thu Thâu: lãnh đạo phong trào đệ tứ Trotskyist và đồng thời là cựu lãnh đạo An Nam Độc lập Đảng
- Phan Văn Hùm
- Hồ Hữu Tường: sau từ bỏ chủ nghĩa cộng sản và đệ tứ quốc tế năm 1939
- Trần Văn Thạch: mất khoảng năm 1945
- Ngô Văn
- Hoàng Khoa Khôi
- Phan Văn Chánh
- Lương Đức Thiệp: sinh năm 1904 (chưa chắc chắn), mất năm 1945 [7]
- Trương Tửu[8][9]: sau theo Việt Minh và Việt Nam Dân chủ Cộng hòa
- Lê Văn Siêu[10][11]: sau theo Việt Minh; bị Pháp bắt rồi vào miền nam sinh sống; sau năm 1975 ông ở lại Việt Nam tiếp tục làm việc